# Öbonäs
Öbonäs är en tätort i Norrköpings kommun, Östergötlands län. 

## Administrativ historik
Öbonäs blev tätort år 2000, innan dess var platsen en småort.

## Befolkningsutveckling
| Befolkningsutvecklingen i Öbonäs 1990–2020                         | Befolkningsutvecklingen i Öbonäs 1990–2020 | Befolkningsutvecklingen i Öbonäs 1990–2020 | Befolkningsutvecklingen i Öbonäs 1990–2020 | Befolkningsutvecklingen i Öbonäs 1990–2020 |
| ------------------------------------------------------------------ | ------------------------------------------ | ------------------------------------------ | ------------------------------------------ | ------------------------------------------ |
|                                                                    |                                            |                                            |                                            |                                            |
| År                                                                 |                                            |                                            | Folkmängd                                  | Areal (ha)                                 |
| 1990                                                               | 1990                                       |                                            | 95                                         | 22#                                        |
| 1995                                                               | 1995                                       |                                            | 160                                        | 21#                                        |
| 2000                                                               | 2000                                       |                                            | 216                                        | 21                                         |
| 2005                                                               | 2005                                       |                                            | 252                                        | 21                                         |
| 2010                                                               | 2010                                       |                                            | 457                                        | 22                                         |
| 2015                                                               | 2015                                       |                                            | 646                                        | 193                                        |
| 2020                                                               | 2020                                       |                                            | 654                                        | 193                                        |
| Anm.: Ny tätort 2000. Sammanvuxen med Lövdalen 2015. # Som småort. |                                            |                                            |                                            |                                            |